# Damir Tvrdić
Damir Tvrdić (Spalato, 11 luglio 1968) è un ex cestista croato.

## Palmarès
- Campionato croato: 1

Zadar: 2004-05
- Coppa di Croazia: 4

Spalato: 1992, 1997
Zadar: 2003, 2006
- Lega Adriatica: 1

Zadar: 2002-03